# Małgorzata Piskorz
Małgorzata Vera Piskorz (ur. 4 listopada 1981 w Krakowie) – polska aktorka teatralna i filmowa.

## Życiorys
Absolwentka VI Liceum Ogólnokształcącego im. Adama Mickiewicza w Krakowie w Krakowie z 2000. W 2004 ukończyła Państwową Wyższą Szkołę Teatralną im. Ludwika Solskiego w Krakowie. Związała się z Teatrem Bagatela, w którym w ciągu ponad 10 lat pracy zawodowej zagrała kilkadziesiąt ról.
Córka aktora Leszka Piskorza.

## Teatr
- 2015: Płomień żądzy, reż. M. Bogajewska, jako Ona–Huszpisz
- 2014: Wydmuszka, reż. P. Urbaniak, jako Roskana
- 2014: Mefisto, reż. M. Kotański, jako Lotta Lindenthal
- 2012: Wieczór Kawalerski  reż. P. Pitera (od 2014), jako Sandra i jako Ala
- 2011: Boeing, Boeing reż. P. Pitera,  jako Janet
- 2011: Tango reż. P. Waligórski, jako Ala
- 2010: Seascape with Sharks and Dancer reż. A. Majczak, jako Tracy
- 2009: Żeby Cię lepiej zjeść reż. P. Waligórski, jako Marysia
- 2008: Proces reż. W Śmigasiewicz, jako kobieta
- 2008: Napis reż. P. Urbaniak, jako pani Bouvier
- 2006: Kto otworzy drzwi  reż. W. Śmigasiewicz, jako Wika
- 2005: Mayday 2 reż. M. Sławiński, jako Vicki Smith
- 2004: Naczelny reż.S. Sośnierz, jako Lena
- 2004: Niepoprawni wg Fantazego reż. studenci WRD PWST, jako Stella
- 2003: Villa dei Misteri reż. P. Cieplak, jako Bereciara
- 1991: Wesele reż A.Wajda, jako Isia

## Filmografia

### Seriale
- 2014: M jak miłość jako Monika, sekretarka Rawicza
- 2011-2012: Julia jako pacjentka Iwona
- 2009: Żołnierze Wyklęci jako Irena Siła-Nowicka
- 2007: Klan jako studentka
- 2006: Wielkie Ucieczki jako stewardesa
- 2005: Tak miało być jako Ola

### Filmy
- 2009: Mistyfikacja jako prostytutka
- 2007: Jak żyć? jako pielęgniarka dyżurna
- 2006: Autor Wychodzi jako sprzedawczyni
- 2005: Karol. Człowiek, który został papieżem jako Janina Kuroń
- 2005: Parę osób, mały czas jako dyskutantka